# Paropomala
Paropomala is een geslacht van rechtvleugeligen uit de familie veldsprinkhanen (Acrididae). De wetenschappelijke naam van dit geslacht is voor het eerst geldig gepubliceerd in 1899 door Scudder.

## Soorten
Het geslacht Paropomala omvat de volgende soorten:
- Paropomala pallida Bruner, 1904
- Paropomala virgata Scudder, 1899
- Paropomala wyomingensis Thomas, 1871